# کودکان بی‌سرپرست در روسیه

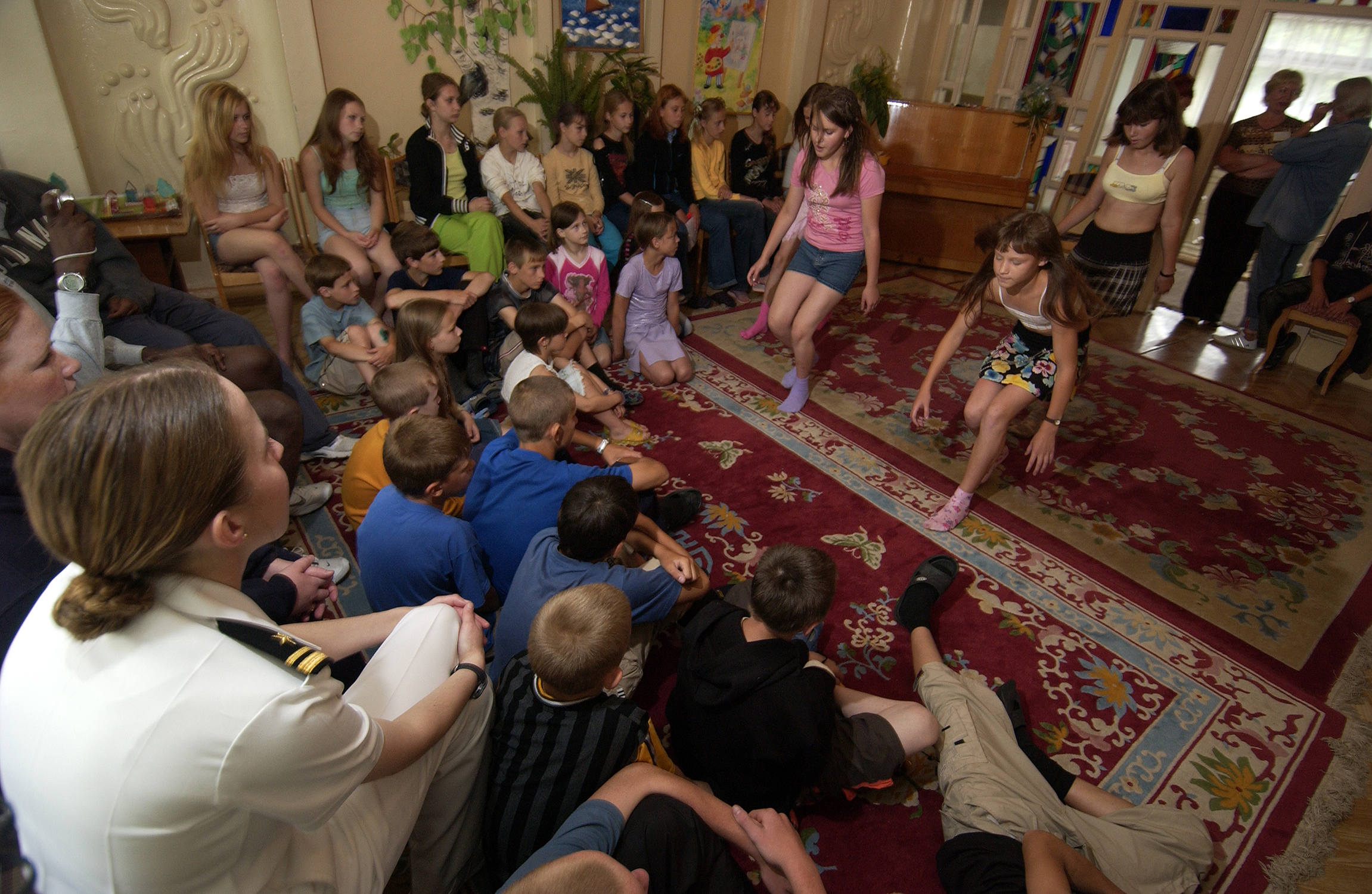
پرورشگاه در ولادی وستوک

از سال ۲۰۱۱، بر اساس آمار ارائه شده از روسیه در سازمان ملل، روسیه بیش از ۶۵۰٬۰۰۰ کودک یتیم ثبت شده دارد که ۷۰٪ آنها در دهه ۱۹۹۰ به پرورشگاه‌ها آمده‌اند. از این تعداد، ۳۷۰٬۰۰۰ نفر در مؤسسات دولتی هستند، در حالی که بقیه یا در پرورشگاه هستند یا به فرزندی پذیرفته شده‌اند. گزارش‌ها حاکی از آن است که بین ۶۶ تا ۹۵٪ از کل این کودکان، یتیم اجتماعی محسوب می‌شوند، به این معنی که یک یا چند والدین اصلی آنها هنوز زنده هستند. طبق گفته معاون نخست‌وزیر روسیه در امور سیاست‌های اجتماعی، تا سال ۲۰۲۳، ۳۴٬۰۰۰ کودک یتیم در روسیه وجود داشته است.

## پیشینه تاریخی

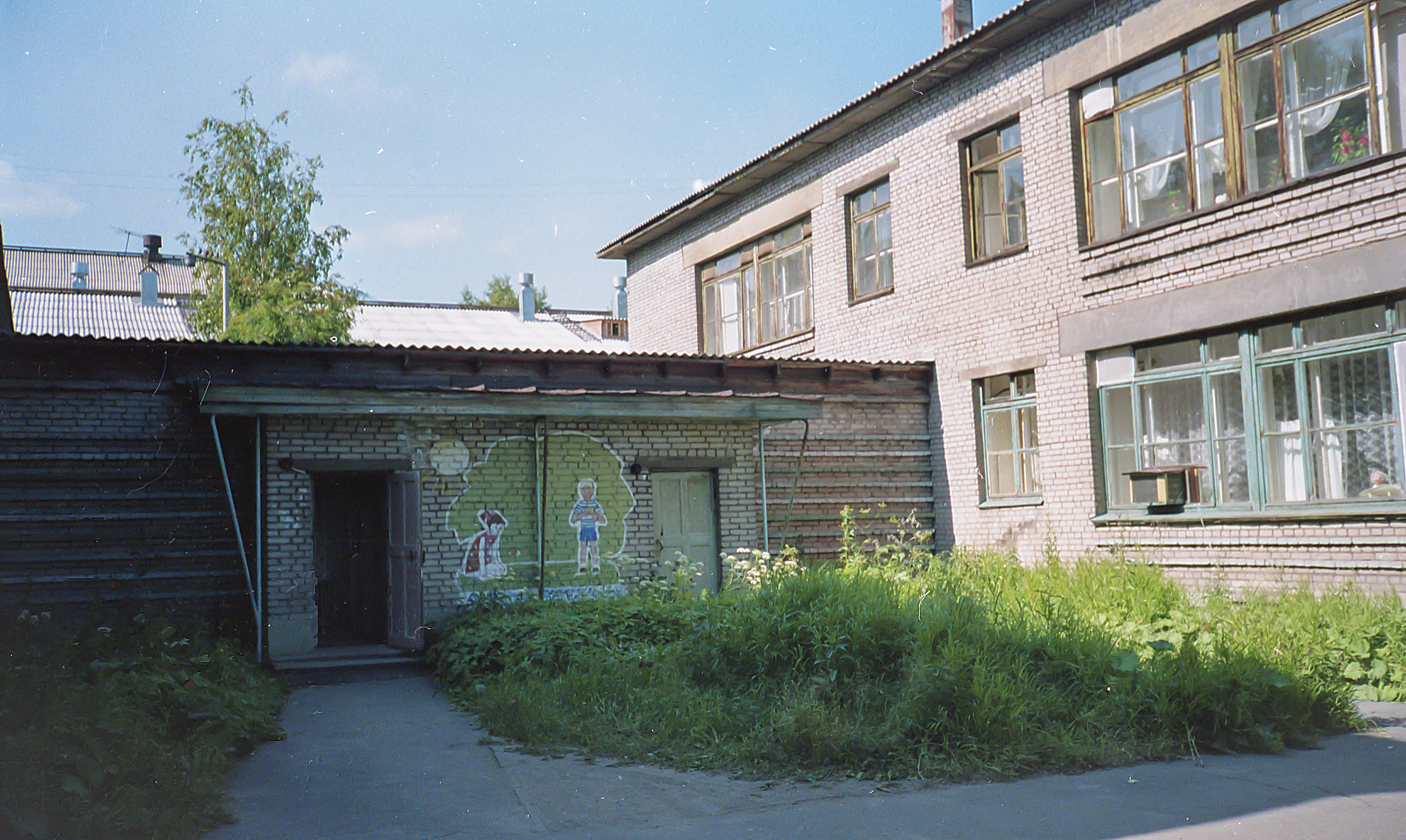
پرورشگاه در آرخانگلسک، ۱۹۹۴

پس از فروپاشی اتحاد جماهیر شوروی، تعداد کودکان یتیم افزایش یافت. در سال ۱۹۹۵، گزارش شد که ۳۰۰۰۰۰ کودک در سیستم پرورشگاه‌ها وجود دارند. اگرچه شمارش دقیق آنها دشوار است، اما تخمین زده می‌شود که ۱ تا ۵ میلیون جوان بی‌خانمان وجود دارد. تعداد پرورشگاه‌ها بین سال‌های ۲۰۰۲ تا ۲۰۱۲، ۱۰۰ درصد افزایش یافته و به ۲۱۷۶ نفر رسیده است. برخی از دلایل سر کار آمدن کودکان در پرورشگاه‌ها، خشونت خانگی، سوءمصرف مواد توسط والدین، از دست دادن والدین یا تنها پیدا شدن در خیابان‌ها است.
در مورد کسانی که یتیم اجتماعی هستند، دلایل مختلفی وجود دارد که چرا آنها در پرورشگاه‌ها به سر می‌برند. به عنوان مثال، به والدین یک دختر هنگام تولد گفته شد که او زیاد زنده نخواهد ماند، بنابراین والدینش از پذیرفتن او خودداری کردند. کودکان دیگری نیز به دلایلی مانند معلولیت یا مشکلات مواد مخدر یا اعتیاد والدینشان رها شده‌اند.

## شرایط در پرورشگاه‌ها

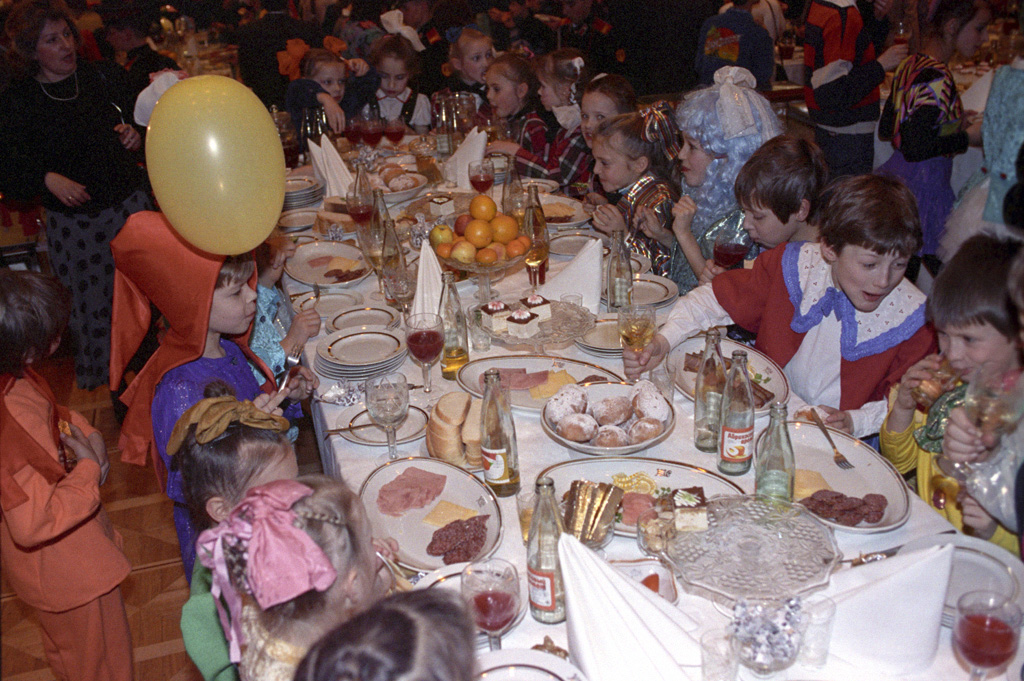
بایگانی ریان ۶۳۵۶۶۰ کودکان یتیم و معلول کریسمس را جشن می‌گیرند

در طول سال‌ها گزارش‌هایی مبنی بر اینکه شرایط پرورشگاه‌ها مراقبت‌های روحی و جسمی مناسبی را ارائه نمی‌دهد، وجود داشته است. محققان اظهار داشته‌اند که رشد شناختی کودکان در این مراکز از همسالان خود عقب مانده است. کودکانی که از روسیه به فرزندی پذیرفته شده‌اند، همچنین بیشتر از هر کشور دیگری احتمال ابتلا به اختلال طیف الکل جنینی را دارند. پزشکانی که از برخی از این مراکز بازدید کرده‌اند، حتی گزارش داده‌اند که کودکان نوپایی را دیده‌اند که تنها نشسته، به عقب و جلو تکان می‌خورند، با چشمانی خالی خیره شده‌اند یا حتی سرشان را به دیوار می‌کوبند. کودکان در دهه ۱۹۹۰ اغلب از تغذیه مناسب برخوردار نبودند و شرایط زندگی و خواب با کیفیتی نداشتند

## تفاوت‌های منطقه‌ای
بهترین وضعیت در استان ورونژ و بدترین وضعیت در استان خودمختار یهودی و استان ماگادان است.

## انتقال از نهادهای دولتی
گاهی کودکان به پرورشگاه خود بازگردانده می‌شوند. این امر همیشه به دلیل خواسته والدین فرزندخوانده نیست؛ در عوض، گاهی کودکان در سازگاری با زندگی در خارج از پرورشگاه مشکل دارند و درخواست بازگشت می‌کنند. در سال ۲۰۱۱، تخمین زده شد که حدود ۴۶۰۰ کودک توسط والدین فرزندخوانده یا سرپرست خود بازگردانده شده‌اند.
در دهه ۱۹۰۰، کودکان در سن ۱۶ سالگی مجبور به ترک پرورشگاه‌ها می‌شدند. تقریباً ۱۵۰۰۰ کودک هر ساله، معمولاً در سن ۱۶ یا ۱۷ سالگی، پرورشگاه‌های روسیه را ترک می‌کنند. به آنها مسکن، مزایا و کمک هزینه تحصیلی داده می‌شود، اما اغلب مشاوره یا راهنمایی کافی در مورد نحوه ورود به جهان به آنها داده نمی‌شود. آموزشی که به آنها داده می‌شود اغلب ناقص است. برخی از مؤسسات فقط شش کلاس تحصیلی به کودکان ارائه می‌دهند. این امر فرصت رفتن به آموزش عالی را از آنها می‌گیرد و بسیاری از آنها به مدارس حرفه‌ای می‌روند که فقط چند حرفه برای تحصیل ارائه می‌دهند. آمار نشان داده است که از این جوانان تنها ۴٪ در دانشگاه‌ها پذیرفته می‌شوند، ۵۰٪ در دسته پرخطر قرار می‌گیرند، ۴۰٪ درگیر جرم می‌شوند، ۱۰٪ خودکشی می‌کنند، ۳۳٪ بیکار می‌مانند و ۲۰٪ بی‌خانمان می‌شوند.

## ممنوعیت فرزندخواندگی
در ۲۸ دسامبر ۲۰۱۲، ولادیمیر پوتین، رئیس‌جمهور روسیه، قانون دیما یاکوفلف را تصویب کرد که به موجب آن، به فرزندی پذیرفتن کودکان روسی توسط شهروندان آمریکایی ممنوع می‌شود. بی‌بی‌سی این قانون را «واکنشی به قانون ماگنیتسکی ایالات متحده» توصیف کرد که مقامات عالی‌رتبه روسی را در فهرست سیاه قرار می‌داد.

## تصاویر

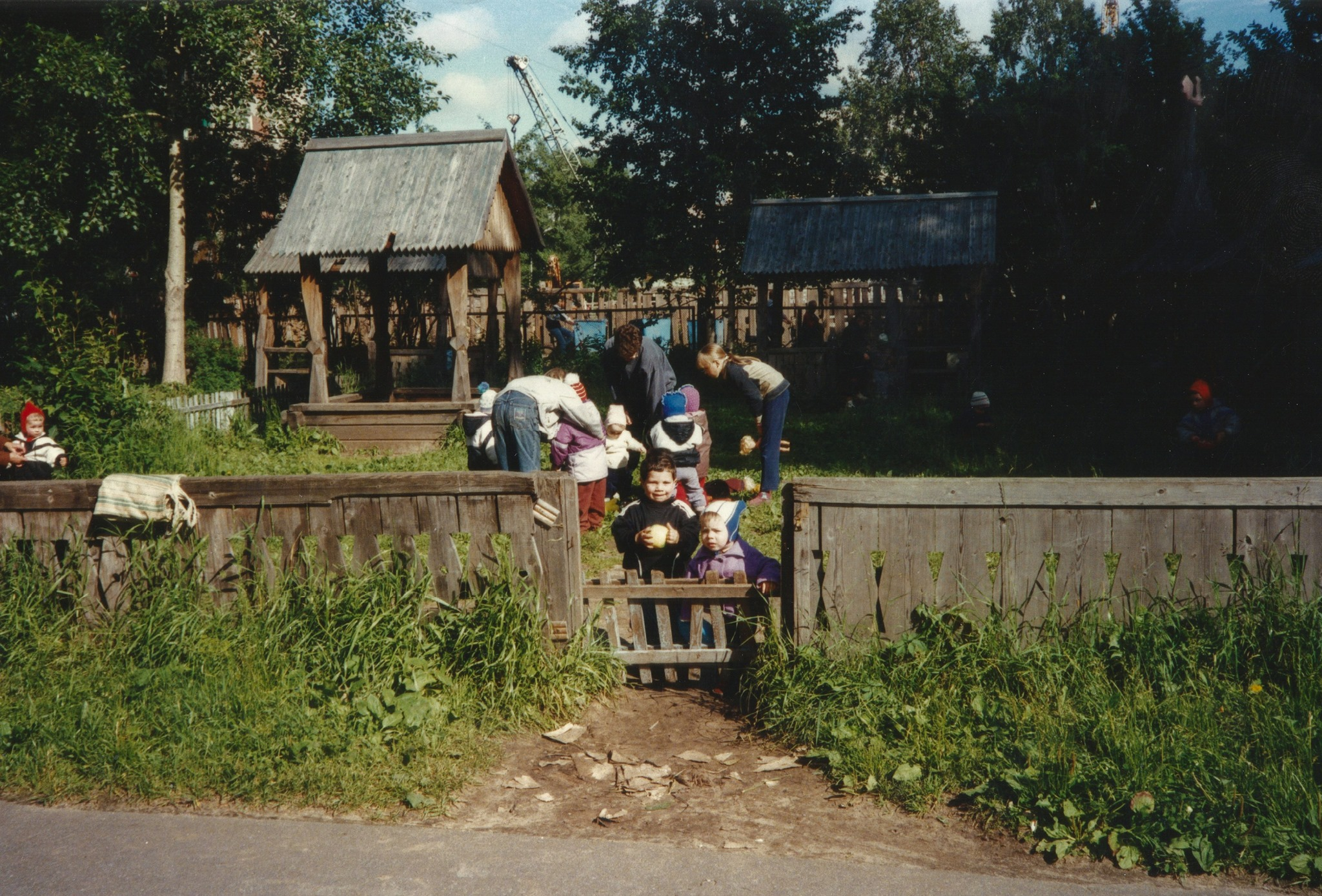
کودکان خارج از پرورشگاه در آرخانگلسک ، ۱۹۹۴
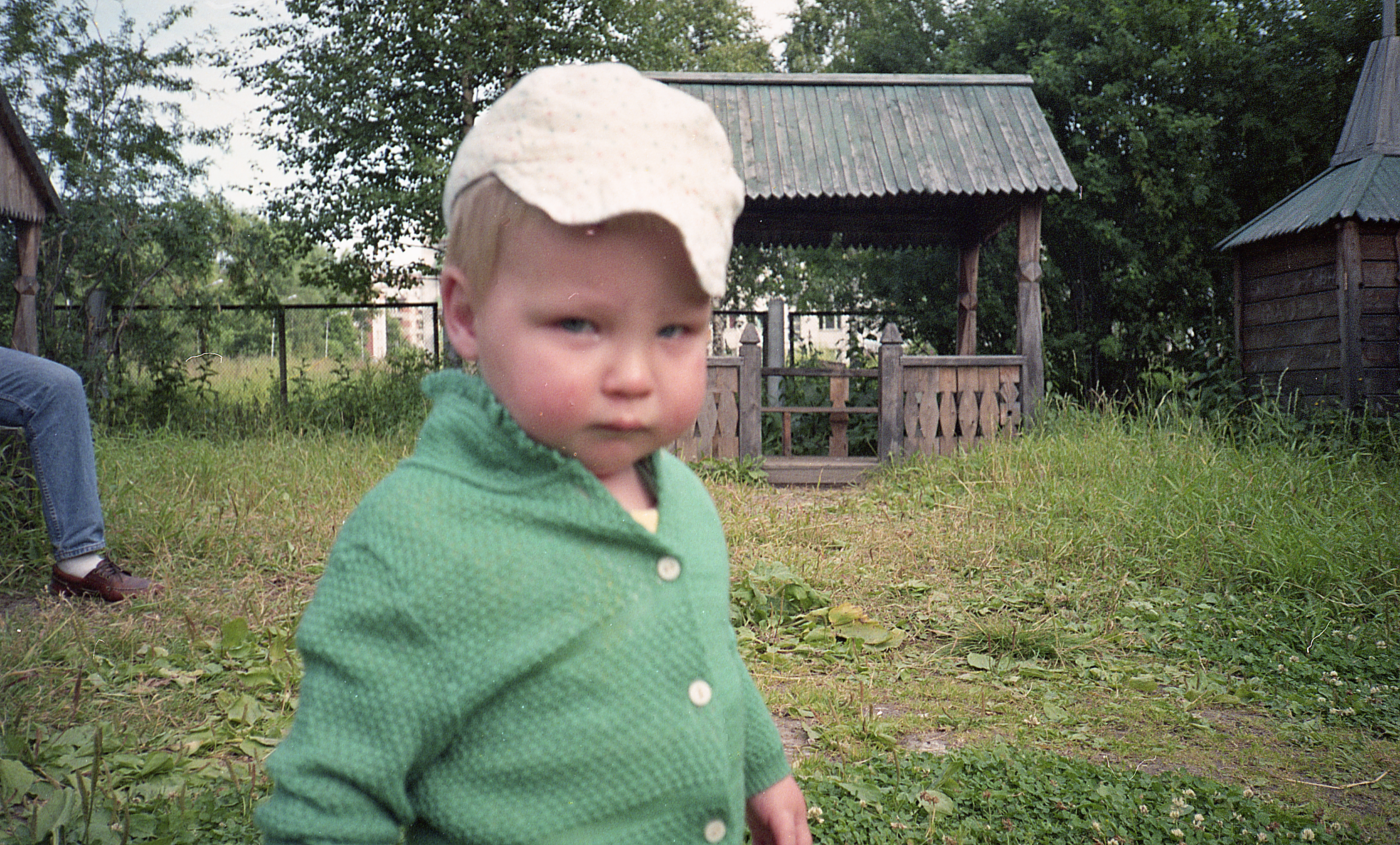
کودکی بیرون از پرورشگاه در آرخانگلسک ، ۱۹۹۴
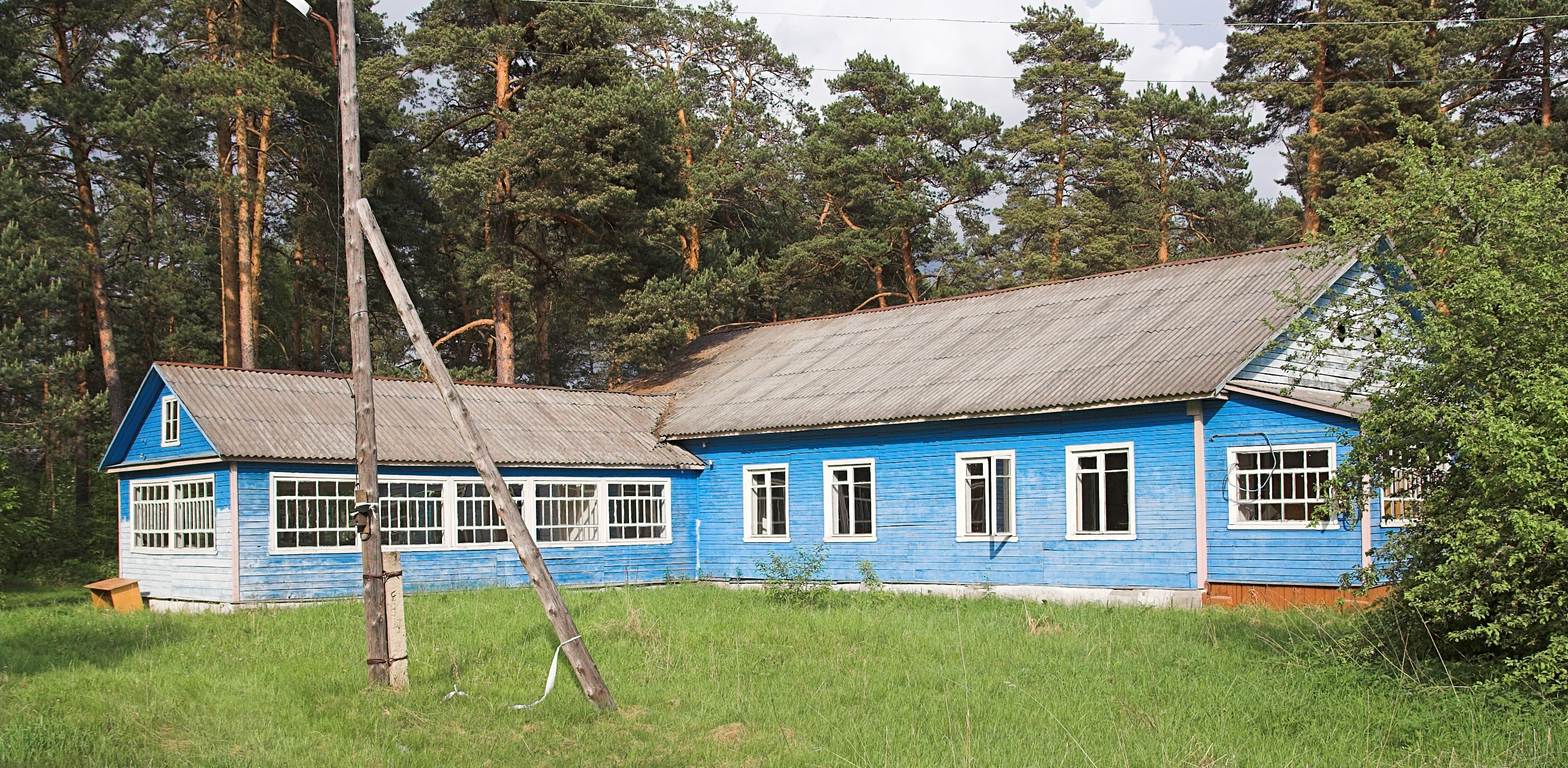
یتیم‌خانه قدیمی خارج از پرزلاو-زالسکی ، ۲۰۱۰
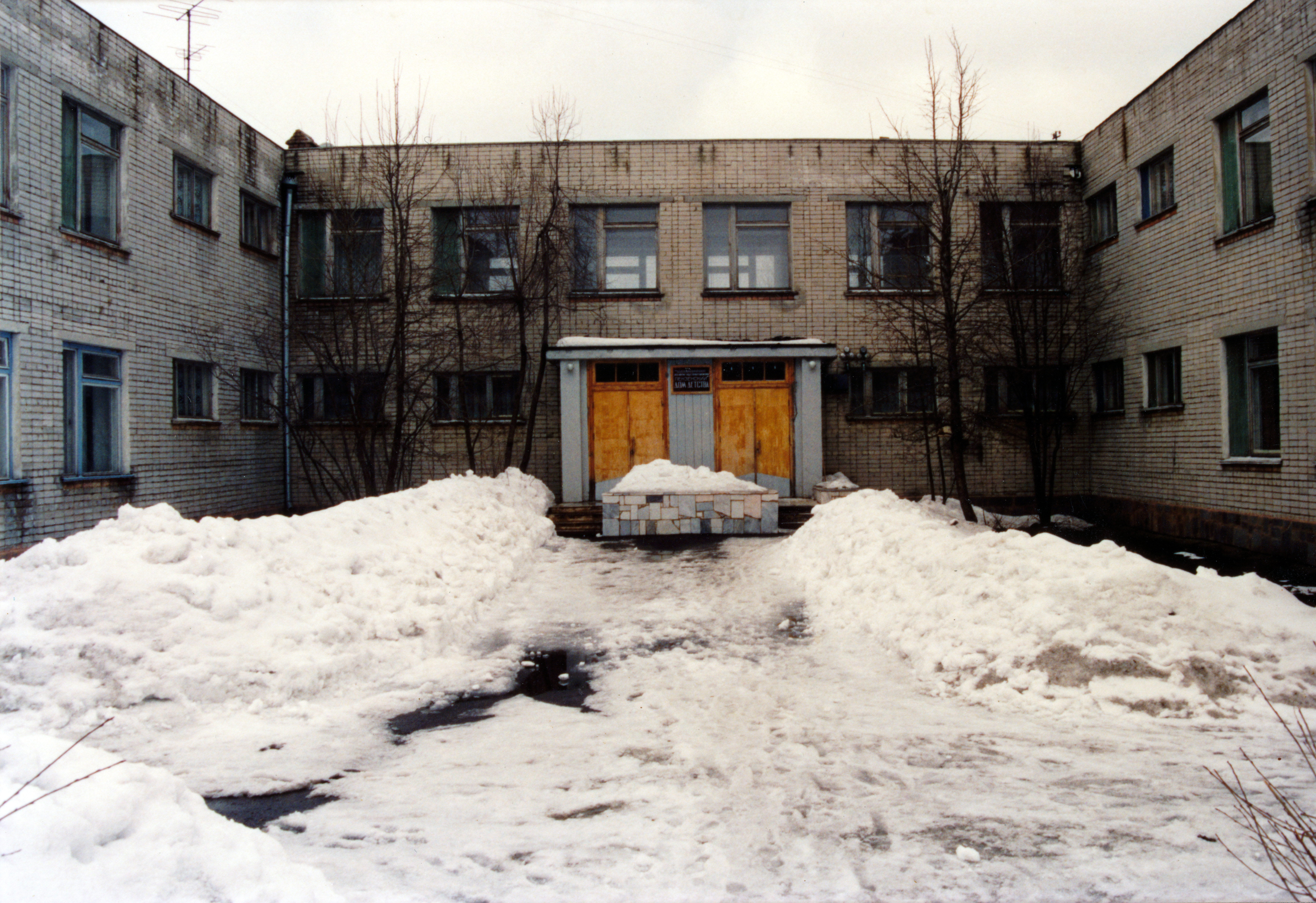
پرورشگاه در پنزا ، ۲۰۱۰